# 武藤鉄弘
武藤 鉄弘（むとう てつひろ、1952年〈昭和27年〉11月10日 - ）は、日本の政治家。岐阜県美濃市長（3期）。

## 来歴
岐阜県美濃市出身。美濃市立洲原小学校、美濃市立美濃中学校、岐阜県立武義高等学校卒業。1975年（昭和50年）3月、岐阜経済大学経済学部卒業。同年、岐阜県庁に就職。
2013年（平成25年）4月、美濃市副市長に就任。同年12月31日、美濃市長の石川道政は「街づくりに道筋をつけた」として任期中に辞職。これに伴って2014年（平成26年）1月26日に行われた市長選挙に立候補し、前市議の古田秀文を破り初当選した。
2018年（平成30年）、無投票により再選。
2022年（令和4年）1月16日投開票の市長選挙で無所属新人で立候補した村井和仁との接戦を制し、3選。